# 血管性失智症
血管性失智症（Vascular dementia），亦称多发梗塞性失智症（multi-infarct dementia），是由一系列中風所引起的失智症。中風導致的血流受限會減少腦部的氧和葡萄糖供應，造成受影響區域的細胞損傷和神經功能障礙。血管性失智症的亞型包括皮層下血管性失智症、多发梗塞失智症、中風相關失智症和混合性失智症。
血管性失智症是一系列由于血管性疾病引起的大脑梗塞，其中包括高血压性脑血管病、脑动脉硬化性痴呆。其梗塞过程往往是逐渐积累并形成影响，并通常于晚年发作。
《國際疾病分類》(ICD-11)將血管性失智症列為因腦血管疾病引起的失智症。 DSM-5將血管性失智症列為重度或輕度血管性神經認知障礙。

## 徵兆和症狀
血管性失智症患者在多次中風後，會出現進行性認知缺陷，表現為急性或亞急性，如輕度認知障礙，通常是逐步進展的。.
根據《國際疾病分類》(ICD-11)，該疾病被描述為一種精神和行為障碍。 徵兆和症狀包括認知、運動和行為方面的體徵，對相當一部分人來說，還包括情感方面的徵兆。這些變化通常發生在5至10年的時間內。症狀通常與其他失智症相同，但主要包括認知能力下降和記憶力受損，嚴重程度足以干擾日常生活活動，有時伴隨局部神經系統體徵，以及腦部影像（计算机体层成像或磁共振成像）顯示與腦血管疾病一致的特徵。
可以觀察到的定位於大腦某些區域的神經系統症狀是輕偏癱，運動遲緩，反射亢進，伸張足底反射，共濟失調，假性延髓麻痺以及步態問題和吞嚥障礙。人們在認知測試方面存在著不均勻的缺陷。與阿茲海默症患者相比，他們的自由回憶能力往往更好，回憶干擾更少。 病情較為嚴重的人，或韋尼克區或布羅卡區梗塞的人，可能會出現特殊的說話問題，稱為構音障礙和失語症。

## 原因

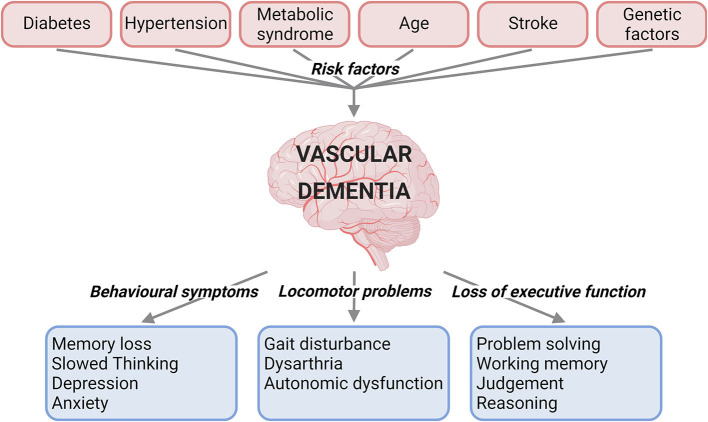
血管性失智症的危險因子和臨床特徵

血管性失智症可由影響多個腦區域的缺血性或出血性梗塞引起，包括大腦前動脈區域、頂葉或扣带皮层。在極少數情況下，海馬體或丘腦梗塞是造成失智症的原因。 有中風病史的人罹患失智症的風險會增加約70%，而近期中風會使罹患失智症的風險增加約120%。 腦血管病變也可能是瀰漫性腦血管疾病的結果，例如微血管病變。

### 风险因子
血管性失智症的风险因子包括年齡增長、高血壓、吸菸、高膽固醇血症、糖尿病、心血管疾病和腦血管疾病。 其他風險因子包括生活型態、地理來源和APOE-ε4基因型。 
血管性失智症有時可由腦澱粉樣血管病變引發，這種疾病涉及腦動脈壁中β淀粉样蛋白斑塊的積聚，導致血管破裂和破裂。 由於澱粉樣蛋白斑塊是阿爾茨海默病的典型特徵，因此可能會導致血管性失智症。

## 診斷
有幾種特定的診斷標準可用於診斷血管性癡呆，包括《精神疾病診斷與統計手冊》第四版（DSM-IV）標準、《國際疾病分類》第十版（ICD-10）標準、美國國立神經疾病和中風研究所標準、國際神經科學研究和教育協會（NINDS-AIREN）標準命名、阿茲海默症診斷和治療中心標準以及Hachinski 缺血評分（以Vladimir Hachinski命名）。
針對認知障礙的建議檢查包括：血液檢查（針對貧血、維生素缺乏症、甲狀腺機能亢進、感染等）、胸部X光、心电描记术和神經影像學檢查，最好是進行具有功能或代謝敏感性的掃描，而不僅僅是簡單的CT或MRI。 當單光子發射電腦斷層掃描 (SPECT) 和正子斷層造影 (PET) 神經影像可作為診斷工具，結合涉及精神狀態檢查的評估來確認多發性梗塞性失智症的診斷。

## 預防
早期發現和準確診斷非常重要，因為血管性失智症至少是可以部分預防的。大腦的缺血性變化是不可逆的，但血管性失智症患者可以表現出一段時間的穩定，甚至輕度改善。 由於中風是血管性失智症的重要組成部分，因此目標是預防新的中風。這是透過減少中風危險因子（例如高血壓、高血脂、心房顫動或糖尿病）來實現的。 
高血壓藥物可用於預防中風前失智症。 這些藥物包括血管紧张素转换酶抑制剂、利尿劑、鈣通道阻滯劑、交感神經抑制劑、血管紧张素II受体拮抗剂或腎上腺素拮抗劑。 
2023年的一項調查發現，對於沒有腦血管病史的人群，他汀類藥物治療對治療或預防中風或失智症無效。

## 治療
截至2024年，尚無專門用於預防或治療血管性失智症的藥物。